# Auli Mantila

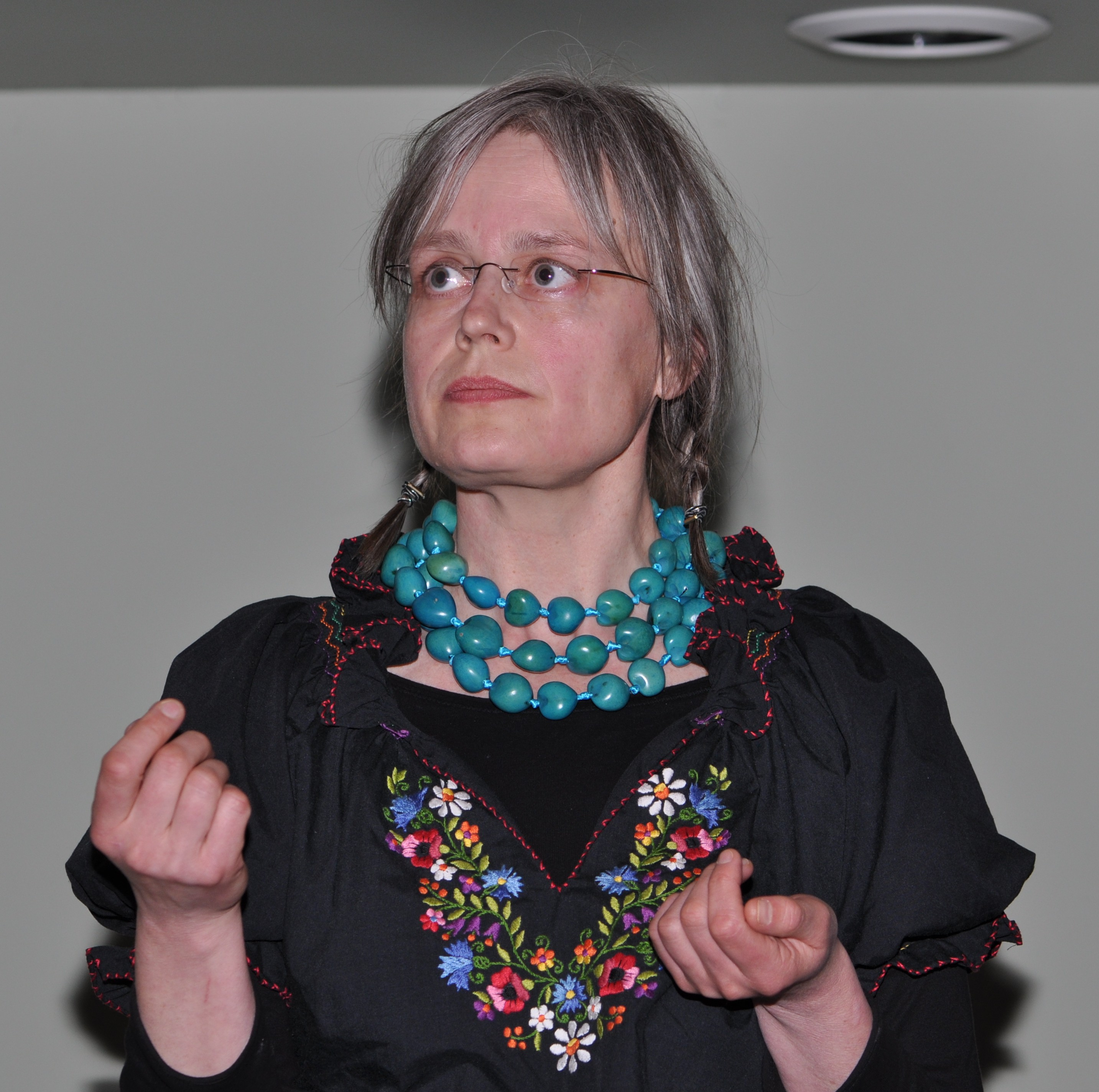
Auli Mantila (2009)

Auli Mantila (* 27. Mai 1964 in Jyväskylä) ist eine finnische Filmregisseurin, Drehbuchautorin und Schriftstellerin.

## Leben
Auli Mantila studierte ursprünglich Lehramt an der Universität Jyväskylä. Sie wechselte schließlich zur Kunsterziehung, anschließend zur Regie und schloss ihr Filmstudium 1995 an der Aalto-Universität ab. Während ihrer Studienzeit war sie als Regieassistentin von Kanerva Cederström, Pertti Sveholm und Matti Ijäs tätig.
Nach mehreren inszenierten Kurzfilmen debütierte Mantila mit dem Thriller Die Nacht des Schmetterlings als Regisseurin und Drehbuchautorin für einen Langspielfilm. Der Film basierte lose auf John Fowles’ Roman Der Sammler, wobei Leea Klemola die Hauptrolle der der manipulativen Eevi spielte. Sie wurde dafür mit einem Jussi als Beste Hauptdarstellerin ausgezeichnet. Auch Rea Mauranen erhielt eine Auszeichnung als Beste Nebendarstellerin. Außerdem stand der Film auf der Liste der Beiträge für den besten fremdsprachigen Film für die Oscarverleihung 1998, wurde aber anschließend nicht nominiert.
Mantilas zweiter inszenierter Langspielfilm war der Thriller Komplizinnen aus Angst. Die Literaturverfilmung basiert auf dem Roman Pelon maantiede von Anja Snellman und erzählt die Geschichte von mehreren Feministinnen, die sich an einem Mann rächen wollen. Bei der Verleihung der Jussis erhielt er vier Nominierungen, darunter als Bester Film, wobei Mantila die einzige Auszeichnung, für das Beste Drehbuch, entgegennahm.
Ihr dritter Film Mein Freund Henry wurde 2004 veröffentlicht und basierte auf keiner Literaturvorlage. Mantila schrieb das Drehbuch für das Drama selbst. Bei den Jussis erhielt der Film drei Nominierungen, für das Beste Produktionsdesign, Drehbuch und die Beste Musik.
Zwei weitere Nominierungen für einen Jussi erhielt Mantila als Beste Hauptdarstellerin für das von Juho Kuosmanen inszenierte Taulukauppiaat und als Drehbuchautorin für das von Matti Ijäs inszenierte Drama In aller Liebe.
Ihr Romandebüt gab Mantila 2005 mit Varpunen, einer Detektivgeschichte über die Versicherungsermittlerin Inkeri Aho, die den Tod ihrer Schwester aufklären muss. Unter dem Titel Eine gefährliche Art von Glück wurde es 2007 von Kiepenheuer & Witsch nach einer Übersetzung von Elina Kritzokat in deutscher Sprache veröffentlicht.

## Filmografie
- 1994: Marja
- 1997: Die Nacht des Schmetterlings (Neitoperho)
- 2000: Komplizinnen aus Angst (Pelon maantiede)
- 2004: Mein Freund Henry (Ystäväni Henry)
- 2010: Taulukauppiaat
- 2013: In aller Liebe (Kaikella rakkaudella)
- 2022: Transport (Fernsehserie, acht Folgen)